# Mahmoud de Kachgar
 (avril 2024).
Si vous disposez d'ouvrages ou d'articles de référence ou si vous connaissez des sites web de qualité traitant du thème abordé ici, merci de compléter l'article en donnant les références utiles à sa vérifiabilité et en les liant à la section « Notes et références ».

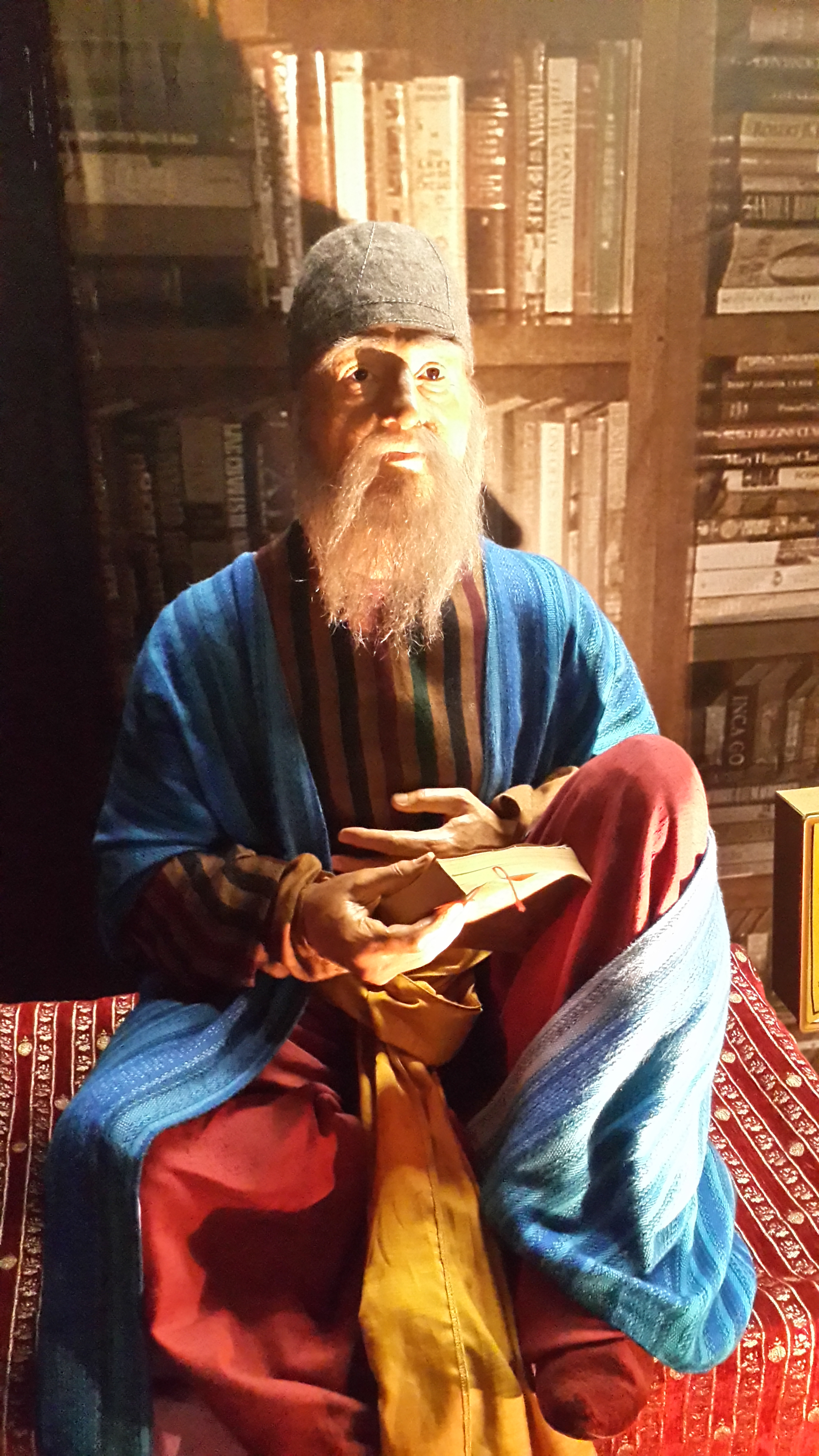

Mahmoud de Kachgar est un linguiste ouïgour qui vécut au XIe siècle et dont la famille, originaire de Kachgar, était liée à la dynastie des Qarakhanides. Il est possible que sa famille soit d'abord venue en Perse autour du mariage de la princesse Terken Khatoun avec le sultan seldjoukide Malik Shah Ier, qui avait sa capitale à Ispahan.
Il s'installa à Bagdad où il composa vers 1075 en arabe un remarquable Recueil des langues turques (dîwân lughât 'at-turk), dédié au calife abbasside al-Muqtadi, qui est une source précieuse de connaissance de divers dialectes turcs médiévaux.

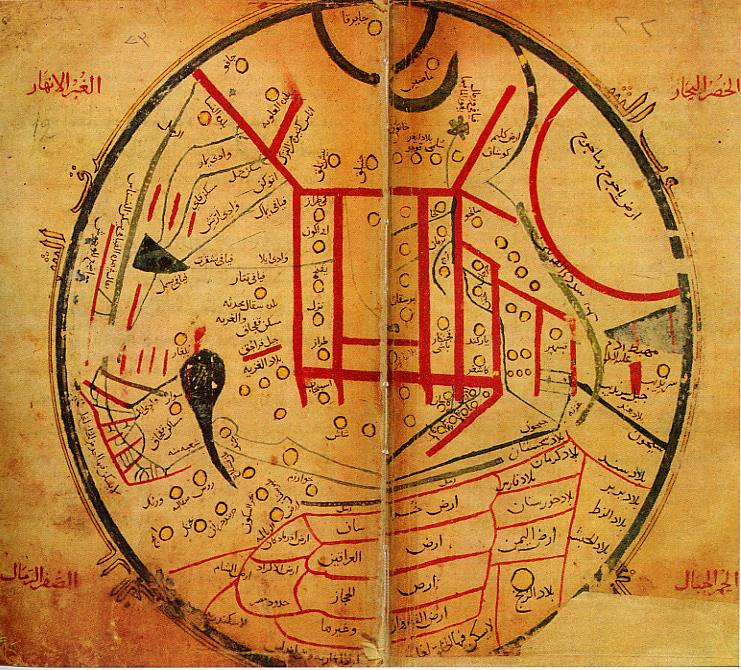
Carte du Monde connu à cette époque, tirée du Recueil des langues turques de Mahmoud de Kachgar. Selon l'orientation de la carte, l'Est est au-dessus.